# Snowboard a 2015. évi téli európai ifjúsági olimpiai fesztiválon
A 2015. évi téli európai ifjúsági olimpiai fesztivál snowboard versenyszámait Ausztria Schruns településén rendezték, január 27. és 29-e között.

## Összesített éremtáblázat
| A 2015. évi téli európai ifjúsági olimpiai fesztivál összesített éremtáblázata snowboardban | A 2015. évi téli európai ifjúsági olimpiai fesztivál összesített éremtáblázata snowboardban | A 2015. évi téli európai ifjúsági olimpiai fesztivál összesített éremtáblázata snowboardban | A 2015. évi téli európai ifjúsági olimpiai fesztivál összesített éremtáblázata snowboardban | A 2015. évi téli európai ifjúsági olimpiai fesztivál összesített éremtáblázata snowboardban | Olimpia  |
| ------------------------------------------------------------------------------------------- | ------------------------------------------------------------------------------------------- | ------------------------------------------------------------------------------------------- | ------------------------------------------------------------------------------------------- | ------------------------------------------------------------------------------------------- | -------- |
|                                                                                             | Ország                                                                                      | Arany                                                                                       | Ezüst                                                                                       | Bronz                                                                                       | Összesen |
| 1.                                                                                          | Franciaország                                                                               | 2                                                                                           | 1                                                                                           | 0                                                                                           | 3        |
| 2.                                                                                          | Németország                                                                                 | 1                                                                                           | 0                                                                                           | 1                                                                                           | 2        |
| 3.                                                                                          | Ausztria                                                                                    | 0                                                                                           | 2                                                                                           | 0                                                                                           | 2        |
| 4.                                                                                          | Oroszország                                                                                 | 0                                                                                           | 0                                                                                           | 1                                                                                           | 1        |
|                                                                                             | Svájc                                                                                       | 0                                                                                           | 0                                                                                           | 1                                                                                           | 1        |
|                                                                                             |                                                                                             |                                                                                             |                                                                                             |                                                                                             |          |
| Összesen                                                                                    | Összesen                                                                                    | 3                                                                                           | 3                                                                                           | 3                                                                                           | 9        |

## Eredmények

### Férfi
| A 2015. évi téli európai ifjúsági olimpiai fesztivál érmesei férfi snowboardban |                             |       |                          |       |                           |       |
| Versenyszám                                                                     | Arany                       | Arany | Ezüst                    | Ezüst | Bronz                     | Bronz |
| Snowboard cross                                                                 | Franciaország Merlin Surget | 70.00 | Ausztria Fabian Hartmann | 56.00 | Németország Leon Beckhaus | 42.00 |

### Női
| A 2015. évi téli európai ifjúsági olimpiai fesztivál érmesei női snowboardban |                              |        |                             |       |                           |       |
| Versenyszám                                                                   | Arany                        | Arany  | Ezüst                       | Ezüst | Bronz                     | Bronz |
| Snowboard cross                                                               | Németország Sarah Dienstbeck | 120.00 | Franciaország Marie Marguet | 96.00 | Oroszország Kristina Paul | 72.00 |

### Vegyes
| A 2015. évi téli európai ifjúsági olimpiai fesztivál érmesei snowboard csapatversenyben |                                               |                                           |                                             |
| Versenyszám                                                                             | Arany                                         | Ezüst                                     | Bronz                                       |
| Vegyes csapatverseny                                                                    | Franciaország I · Manon Petit · Merlin Surget | Ausztria II · Pia Zerkhold · Andreas Kroh | Svájc I · Sophie Hediger · Pascal Bitschnau |

## Magyar csapat[1]
A magyar színeket Szász Csongor Ármin és Fehér Zsófia képviselte, akik Bekényi Ádám csapatkísérővel érkeztek a helyszínre.
Az egyéni számban a résztvevők számának jelentős különbsége miatt a fiúknál 1/16, 1/8 és 1/4 döntőt, míg a lányoknál csak 1/8 és 1/4 döntőt rendeztek. Csongor túljutva a 1/16 döntőn kvalifikálta magát a 1/8 döntőbe és végül a 25. helyen zárt, míg Zsófi nem jutott túl a 1/8 döntőn és futamában a 3. helyen végezve a 17. helyet szerezte meg.
A vegyespárosok között a 1/4 döntőben Csongor remek hajrájával a csapat a 13. helyig jutott.